# Megachile yasumatsui
Megachile yasumatsui là một loài Hymenoptera trong họ Megachilidae. Loài này được Hirashima mô tả khoa học năm 1974.